# Río Blanco (mina)
El yacimiento Río Blanco lo opera la División Andina de CODELCO, cuya riqueza era conocida desde 1920. Pero los intentos por iniciar su explotación no se concretaron hasta medio siglo después, en 1970.
Está ubicada a ochenta kilómetros al noreste de Santiago, entre 3.700 y 4.200 metros sobre el nivel del mar. En la actualidad esta división realiza la explotación de minerales en la mina subterránea de Río Blanco y en la mina a rajo abierto Sur.
Andina produce unas 219.554 toneladas métricas anuales de concentrados de cobre que son materia prima fundamental para obtener el metal refinado. Además coloca en los mercados 2.133 toneladas métricas de molibdeno al año.47
Es un Pórfido Cuprífero. 
- Datos: Q6114877